# Новоандріївка (Синельниківський район)
Новоандрі́ївка — село в Україні, у Дубовиківській сільській громаді Синельниківського району Дніпропетровської області. Населення становить 324 особи. До 2017 року орган місцевого самоврядування — Зеленогайська сільська рада.

## Історія
12 червня 2020 року, відповідно до розпорядження Кабінету Міністрів України № 709-р від «Про визначення адміністративних центрів та затвердження територій територіальних громад Дніпропетровської області», увійшло до складу Дубовиківської сільської громади.
19 липня 2020 року, в результаті адміністративно-територіальної реформи та ліквідації Васильківського району, село увійшло до складу новоутвореного Синельниківського району.

## Географія
Село Новоандріївка розташоване на сході Синельниківського району. На півдні межує з селом Хвилі, на сході з селищем Демурине, на півночі з селом Русакове та на південному заході з селом Довге.

## Населення

### Мова
Розподіл населення за рідною мовою за даними перепису 2001 року:
| Мова            | Кількість | Відсоток |
| --------------- | --------- | -------- |
| українська      | 310       | 95.68%   |
| російська       | 13        | 4.01%    |
| інші/не вказали | 1         | 0.31%    |
| Усього          | 324       | 100%     |